# Borrello (Belpasso)
Borrello (in siciliano 'Urreddu) è un quartiere di Belpasso, comune italiano della Città metropolitana di Catania, situato nella parte settentrionale della cittadina etnea, di circa 4 000 abitanti. Fondato in epoca normanna, fu successivamente denominato Guardia, casale distrutto dall'eruzione dell'Etna del 1669 e ricostruito nel medesimo sito con il nome di Stella Aragona, che distrutto a sua volta dal terremoto del 1693, fu ricostruito ed assunse l'attuale denominazione.

## Geografia
Il quartiere Borrello, facente parte del centro di Belpasso, e situato nella sua parte settentrionale, confina a nord con la contrada San Leo, a sud con il quartiere San Giuseppe, a ovest con contrada Vitelleria, ad est con contrada Frumenti.
Il suo nucleo si sviluppa attorno alla piazza principale, ovvero la Piazza Stella Aragona, nella quale si conclude il percorso della Via Vittorio Emanuele III, che inizia dal centro di Belpasso. La medesima area incrocia la Via Nicolosi, la Via Vittorio Emanuele II, e la Via Regina Elena, che conduce verso nord.

## Origini del nome
Il toponimo con cui viene indicata la borgata, ossia Borrello, deriva dal cognome della nobile famiglia Borrello, proprietaria del feudo su cui venne ricostruita dopo il terremoto del 1693.

## Storia
La fondazione di un centro abitato nei pressi dell'odierna Borrello, avvenne probabilmente dopo l'XI secolo all'interno del territorio della Contea di Paternò, ad opera di coloni di origine greca provenienti dal borgo, e lombarda fatti giungere in Sicilia dagli Aleramici, i quali furono attratti dall'abbondante vegetazione di gelsi neri, che sfruttarono per introdurvi la coltura del baco da seta, che di lì a poco avrebbe portato allo sviluppo dell'industria serica. In epoca aragonese, nel villaggio la regina Eleonora d'Angiò, consorte del re Federico III di Sicilia, che dopo la morte del marito si stabilì a Paternò, vi fece costruire una villa dove passava il periodo estivo. La medesima Regina fece anche costruire una cisterna destinata all'irrigazione, che donò ai contadini del villaggio.
Il villaggio assunse la denominazione di Guardia o La Guardia, in onore al culto mariano della Nostra Signora della Guardia, probabilmente verso il XV secolo. Il padre benedettino paternese Bartolomeo Taverna, nel suo manoscritto del 1554, ne fa menzione come Casali della Guardia, come di un nucleo formato da case terrane, e della cisterna donata dalla Regina Eleonora. Nel 1636, i casali di Botteghelle, Guardia, Malpasso, Nicolosi, e Sant'Antonio furono staccati dalla terra di Paternò e furono amministrativamente inseriti nella neocostituita terra di Malpasso, facente parte del Principato di Paternò, che divenne comune autonomo.
L'11 marzo 1669, ebbe luogo una grande colata lavica proveniente dall'Etna che seppellì numerosi centri abitati situati alle sue pendici. Tra i centri maggiormente danneggiati vi furono i casali di Malpasso, tra cui Guardia. Il principe di Paternò, Luigi Guglielmo Moncada La Cerda, per impedire un massiccio esodo degli abitanti di Malpasso, provvide attraverso i suoi collaboratori a trovare un nuovo sito dove riedificare la distrutta cittadina, che venne individuato in un'area più a sud di Malpasso, nei pressi di Valcorrente, e colà venne fondato un nuovo insediamento denominato Fenicia Moncada. Gli abitanti di Guardia, che rifiutarono di stabilirsi a Fenicia Moncada, vollero invece ricostruire la loro cittadina nel medesimo sito, e il Principe di Paternò in base ad un accordo stipulato nel 1687, concesse loro l'autorizzazione a edificare un nuovo casale su un feudo di proprietà della famiglia Borrello dal 1537, caratterizzato dalla presenza di numerose vigne, e scampato all'eruzione. Condizione necessaria stabilita dal feudatario, fu che il nuovo casale dovesse essere soggetto alla giurisdizione di Fenicia Moncada. Il nuovo casale, sorto come quartiere di Fenicia Moncada, e rappresentato da un acatapano alla corte giuratoria, prese il nome di Stella Aragona, con riferimento alla Regina Eleonora, ricordata nei luoghi in cui visse come una "stella", a causa dell'interesse per le stelle comune ai membri della Casa d'Aragona.
I casali di Fenicia Moncada e Stella Aragona, furono completamente distrutti dal terribile terremoto del 1693 che colpì la Sicilia orientale, ma poche furono complessivamente le vittime. Stella Aragona, successivamente ricostruita, prese il nome di Borrello, che divenne quartiere della nuova cittadina di Belpasso, edificata in località San Nicola. A inizio XVIII secolo, Borrello contava circa 1.000 abitanti, ed era un centro di produzione vinicola e di frumento.
Nell'eruzione dell'Etna del 1910, la colata lavica che minacciò Belpasso e Nicolosi, si arrestò ad appena 1 km da Borrello, nei pressi della Cisterna della Regina. A partire dalla prima metà del XX secolo, con l'espansione edilizia abitativa avvenuta lungo la Via Borgo (odierna Via Vittorio Emanuele III), che collega Borrello con il centro, la borgata venne gradualmente inglobata con quest'ultimo.

## Monumenti e luoghi d'interesse
Chiesa di Sant'Anna
L'edificio, situato nella parte sudorientale della borgata, risale al XVIII secolo, e sorto probabilmente su una precedente edicola votiva posta lungo una strada rurale e poi trasformata in chiesa. Di dimensioni e dalle caratteristiche architettoniche modeste, è realizzata in pietra lavica, e l'aspetto quello tipico delle chiese rurali. La chiesa, intitolata al culto di Sant'Anna, è suffraganea alla Chiesa Santa Maria della Guardia. La chiesa è stata ristrutturata e riaperta al culto il 23 luglio 2022. Ogni anno il 26 luglio il simulacro dei SS. Anna e Gioacchino viene portato in processione lungo le strade del quartiere.
Chiesa Santa Maria della Guardia
Principale edificio storico di Borrello e situato nella piazza principale, la chiesa è intitolata al culto mariano di Nostra Signora della Guardia, e sorse contestualmente alla borgata, ovvero intorno al XIII secolo, forse intitolata al culto di San Biagio. La chiesa, intitolata al Santissimo Sacramento dal 1618, fu distrutta dall'eruzione del 1669 e dal terremoto del 1693, e per due volte ricostruita. Completata nel 1791, assunse l'attuale denominazione. Nel 1926 fu elevata a parrocchia.
Il prospetto della chiesa, costruita in muratura portante in blocchi di pietra lavica e malta, presenta caratteristiche architettoniche tardobarocche, e ad esso si affianca un campanile in stile eclettico completato nel 1933. Il portale principale è sormontato da una nicchia che contiene la statua della Madonna. L'impianto planimetrico della chiesa si sviluppa seguendo la tipologia basilicale a tre navate. La navata centrale si conclude con l'altare dedicato alla Madonna della Guardia, che ospita la "cameretta" dove è custodita la preziosa statua della Madonna, realizzata nel 1710. La navata sinistra, invece, è conclusa dall'altare del Santissimo Sacramento. Gli interni presentano numerose decorazioni, realizzate in periodi diversi.
Santuario della Madonna della Roccia
Piccolo tempio intitolato alla Madonna della Pace, ubicato nella parte nordorientale di Borrello, fu costruito a seguito di trentadue apparizioni della Madonna avvenute tra il 1986 e il 1988, su una roccia posta nella zona in cui si trova. Luogo di pellegrinaggio, fu elevata a santuario il 1º maggio 2000 per decreto dell'Arcivescovo di Catania.

## Cultura

### Istruzione
A Borrello sono presenti una scuola dell'infanzia ed una scuola primaria.

### Religione
A Borrello, ogni anno la terza domenica di settembre, si svolgono le festività in onore della Madonna della Guardia, patrona del quartiere, che prevedono processioni dell'argenteo simulacro della Vergine sull'artistico fercolo, portato per le vie del paese. Ogni anno il 11 marzo il simulacro della Madonna viene svelato di nuovo nel ricordo del furto sacrilegio degli ex voto dell'11 marzo 1975. Altra festività religiosa è quella del compatrono San Biagio, con la festa liturgica che si svolge il 3 febbraio di ogni anno, e la processione per le vie del paese il 10 febbraio.

## Economia
L'economia di Borrello si fonda essenzialmente sul settore terziario, in particolare il commercio. Nella parte settentrionale, in contrada Timpa Magna, ha sede lo stabilimento dell'azienda dolciaria IDB-Condorelli, nota per la produzione di torroncini.

## Infrastrutture e trasporti
Borrello è raggiunta dal servizio extraurbano di autobus dell'Azienda Siciliana Trasporti della linea Catania-Belpasso, e dal medesimo servizio espletato dalla FCE dalle linee Adrano-Nicolosi, Belpasso-Paternò e Belpasso-Piano Tavola.